# Мак, Миррен
Миррен Мак (англ. Mirren Mack; родилась 8 декабря 1997, Стерлинг, Шотландия, Великобритания) — британская актриса, сыгравшая главные роли в телесериалах «Гнездо» и «Ведьмак: Происхождение».

## Биография
Миррен Мак родилась в 1997 году в шотландском Стерлинге. С детства занималась танцами, изучала актёрское мастерство в Гилдхоллской школе музыки и драмы. Дебютировала на телевидении в сериале «Половое воспитание» в роли Флоренс, в 2020 году сыграла главную роль в телесериале «Гнездо». В 2021 году Мак присоединилась к касту сериала «Ведьмак: Происхождение»: в этом шоу она cыграла принцессу Мервин.
Фильмография
| Год       |   | Русское название       | Оригинальное название     | Роль           |
| --------- | - | ---------------------- | ------------------------- | -------------- |
| 2020—2020 | с | Половое воспитание     | Sex Education             | Флоренс        |
| 2020—2020 | с | Гнездо                 | Nest                      | Кайя           |
| 2022—2022 | с | Ведьмак: Происхождение | The Witcher: Blood Origin | Мервин         |
| 2024—2024 | с | Мэри и Джордж          | Mary & George             | Кэтрин Вильерс |
| 2025—2025 | с | Мисс Остин             | Miss Austen               | Дина           |
| 2025      | ф | Хедда                  | Hedda                     |                |